# Air-Canada-Flug 624

Eine Kartendarstellung des Fluges 624 von Toronto nach Halifax

Am 29. März 2015 verunglückte ein Airbus A320 auf dem Air-Canada-Flug 624 (IATA-Bezeichnung: AC624, ICAO-Bezeichnung: ACA624) von Toronto nach Halifax. Das Flugzeug der Air Canada setzte bei dichtem Schneetreiben und schlechten Sichtbedingungen vor der Landebahnschwelle des Flughafens Halifax auf. Alle 138 Insassen überlebten den Zwischenfall, 23 von ihnen erlitten leichte Verletzungen. Das Flugzeug wurde als Totalverlust abgeschrieben.

## Flugzeug
Der Airbus A320-211 mit dem Luftfahrzeugkennzeichen C-FTJP (Baunummer: 214) hatte im Juli 1991 seinen Erstflug und wurde an die Leasinggesellschaft GECAS ausgeliefert. Air Canada setzte das geleaste Flugzeug seit Oktober 1991 ein.

## Flugverlauf
Der Airbus A320 hob am Samstagabend (Ortszeit) von Toronto ab. Bei der Ankunft am Sonntagmorgen in Halifax herrschte beim Landeanflug schlechte Sicht, die Piloten konnten die Landebahn des Flughafens schlecht erkennen und das Flugzeug setzte 335 Meter vor der Landebahn auf. Durch die zu geringe Flughöhe im Landeanflug berührte das Flugzeug mit dem Fahrwerk eine Antennengruppe und durchtrennte anschließend eine Stromleitung, die zur Stromversorgung des Flughafens diente. Durch das stark beschädigte Fahrwerk kam es daraufhin zu einer harten Landung, dabei wurden viele weitere Teile des Flugzeuges beschädigt.

## Passagiere und Besatzungsmitglieder
An Bord befanden sich 133 Passagiere und 5 Crew-Mitglieder, von denen alle den Vorfall überlebten. 23 der 138 Insassen wurden ins Krankenhaus eingeliefert, 18 wurden schon nach kurzer Zeit wieder entlassen. Es gab keine Schwerverletzten.

## Untersuchungen
Das Transportation Safety Board of Canada ist für die Untersuchung des Unfalls verantwortlich.
Da Air Canada Airbus in der Verantwortung für den Zwischenfall sieht, klagte die Gesellschaft am 3. April 2017 gegen den europäischen Flugzeughersteller; letzterer habe gemäß Air Canada im Voraus keine genauen Angaben darüber gemacht, wann Piloten bei einer Abweichung vom vorgesehenen Flugpfad einzugreifen haben.
Der Untersuchungsbericht des TSB erschien 2017 und stellte fest, dass es in der Pilotenausbildung von Air Canada üblich war, im Endanflug die Flughöhe und die Entfernung zur Landebahn nicht zu überwachen. Das widersprach jedoch sowohl den Handbüchern von Air Canada als auch von Airbus (FCOM = flight crew operating manuals). Auf diese Weise wurde der zu steile Gleitwinkel, der zu einem Aufsetzen vor der Landebahn führte, von der Besatzung nicht rechtzeitig festgestellt.
Da die Schultergurte der Piloten diese beim Aufprall nicht korrekt im Sitz zurückgehalten hatten, überarbeitete Airbus das betreffende Herstellerhandbuch und dessen Anforderungen.